# Edson Tavares
Edson Tavares est un ancien joueur puis entraîneur brésilien de football. Il a dirigé de nombreuses équipes de clubs sur plusieurs continents (Europe, Amérique du Sud et Asie) ainsi que des sélections nationales (Jordanie, Viêt Nam à deux reprises et Haïti).

## Biographie
Né en 1956 à Rio de Janeiro, Tavares débute très tôt sa nouvelle vie d'entraîneur après avoir joué à un modeste niveau au Brésil, au Portugal, au Venezuela avant de finir sa carrière de joueur dans le championnat suisse. Il est ainsi recruté à l'âge de 26 ans par le FC Fribourg, qui joue alors en troisième division helvétique. Après avoir réussi à obtenir la promotion du club en D2, Tavares va quitter la Suisse et enchaîner les mandats, toujours d'une durée d'une saison à deux exceptions près : dans le club koweïtien d'Al-Salmiya SC, où il reste de 1991 à 1994 et avec le club chinois de Chongqing Lifan, qu'il coache durant trois saisons. Son unique titre obtenu à la tête d'un club est la Coupe d'Asie des clubs champions 1991-1992, remporté avec le club saoudien d'Al Hilal.
En septembre 2010, il est choisi par les instances dirigeantes de la fédération haïtienne afin de mener l'équipe nationale vers une qualification pour la prochaine Coupe du monde, prévue en 2014 au Brésil. Les débuts du technicien auriverde avec ses hommes sont catastrophiques. Haïti se fait rapidement éliminer de la Coupe caribéenne 2010, devancés par Trinité-et-Tobago mais surtout le Guyana, formation que les Rouge et Bleus sont incapables de battre à Port of Spain, accrochant un difficile match nul 0-0. Les critiques commencent à se faire entendre et l'attention se focalise à présent sur la campagne qualificative pour le Mondial 2014, qui débute en septembre 2011. Versé dans le groupe 6 en compagnie d'Antigua-et-Barbuda, du Curaçao et des Îles Vierges américaines, Tavares voit sa cote de popularité s'effondrer avec un nouvel échec sportif, puisque les Haïtiens ne terminent qu'à la deuxième place de leur poule, devancés par Antigua-et-Barbuda, qui poursuit seul sa route vers le Brésil. La réaction de la fédération ne se fait pas attendre puisqu'il est démis de ses fonctions en mai 2012, remplacé par un autre technicien étranger, le Cubain Israel Blake Cantero.

## Palmarès
- Vainqueur de la Coupe d'Asie des clubs champions 1991-1992 avec Al Hilal